# Pelegrina
Pelegrina is een geslacht van spinnen uit de familie springspinnen (Salticidae).

## Soorten
De volgende soorten zijn bij het geslacht ingedeeld:
- Pelegrina aeneola (Curtis, 1892)
- Pelegrina arizonensis (Peckham & Peckham, 1901)
- Pelegrina balia Maddison, 1996
- Pelegrina bicuspidata (F. O. P.-Cambridge, 1901)
- Pelegrina bunites Maddison, 1996
- Pelegrina chaimona Maddison, 1996
- Pelegrina chalceola Maddison, 1996
- Pelegrina clavator Maddison, 1996
- Pelegrina clemata (Levi & Levi, 1951)
- Pelegrina dithalea Maddison, 1996
- Pelegrina edrilana Maddison, 1996
- Pelegrina exigua (Banks, 1892)
- Pelegrina flaviceps (Kaston, 1973)
- Pelegrina flavipes (Peckham & Peckham, 1888)
- Pelegrina furcata (F. O. P.-Cambridge, 1901)
- Pelegrina galathea (Walckenaer, 1837)
- Pelegrina helenae (Banks, 1921)
- Pelegrina huachuca Maddison, 1996
- Pelegrina insignis (Banks, 1892)
- Pelegrina kastoni Maddison, 1996
- Pelegrina montana (Emerton, 1891)
- Pelegrina morelos Maddison, 1996
- Pelegrina neoleonis Maddison, 1996
- Pelegrina ochracea (F. O. P.-Cambridge, 1901)
- Pelegrina orestes Maddison, 1996
- Pelegrina pallidata (F. O. P.-Cambridge, 1901)
- Pelegrina peckhamorum (Kaston, 1973)
- Pelegrina pervaga (Peckham & Peckham, 1909)
- Pelegrina proterva (Walckenaer, 1837)
- Pelegrina proxima (Peckham & Peckham, 1901)
- Pelegrina sabinema Maddison, 1996
- Pelegrina sandaracina Maddison, 1996
- Pelegrina tillandsiae (Kaston, 1973)
- Pelegrina tristis Maddison, 1996
- Pelegrina variegata (F. O. P.-Cambridge, 1901)
- Pelegrina verecunda (Chamberlin & Gertsch, 1930)
- Pelegrina volcana Maddison, 1996
- Pelegrina yucatecana Maddison, 1996